# Dinorwic Lake
Der Dinorwic Lake ist ein See im Kenora District im Südwesten der kanadischen Provinz Ontario.

## Lage
Der Dinorwic Lake liegt 25 km südöstlich der Kleinstadt Dryden. Der See wird vom Wabigoon River in nordwestlicher Richtung durchflossen. Über The Narrows fließt das Seewasser in den westlich benachbarten Wabigoon Lake ab. Der See hat eine Fläche von ungefähr 75 km².

## Seefauna
Der Dinorwic Lake ist ein beliebtes Angelgewässer. Es werden insbesondere Glasaugenbarsch, Muskellunge und Hecht gefangen. Weitere häufige Fischarten sind Schwarzbarsch, Schwarzflecken-Sonnenbarsch (Crappie) und Amerikanischer Flussbarsch. Der Fang des See-Störs ist ganzjährig verboten.